# أل ساندرز
أل ساندرز (1950 بباتون روج في الولايات المتحدة - 4 مايو 1994) (بالإنجليزية: Al Sanders)‏ هو لاعب كرة سلة أمريكي في مركز هجوم قوي الجسم. لعب مع فيرجينيا سكوايرز.

## وصلات خارجية
- أل ساندرز على موقع سبورتس رفرنس (الإنجليزية)
- أل ساندرز على موقع كلية كرة السلة في سبورتس رفرنس.كوم (الإنجليزية)
- أل ساندرز على موقع بروبوليرز (الإنجليزية)